# Germania (opera)
Germania è dramma lirico in 1 prologo, 2 quadri e 1 epilogo di Alberto Franchetti, su libretto di Luigi Illica. L'opera fu rappresentata per la prima volta al Teatro alla Scala di Milano l'11 marzo 1902

## Prima rappresentazione
Il direttore d'orchestra della prima rappresentazione fu Arturo Toscanini; la scenografia era di Adolfo Hohenstein.
I ritratti degli interpreti in costume della prima rappresentazione sono pubblicati in Musica e musicisti del 15 luglio 1902 e nella stessa rivista furono proposti alcuni disegni di A. Metlikovitz dei personaggi.
Gli interpreti della prima rappresentazione furono:
| Ruolo                         | Registro vocale | Interprete       |
| ----------------------------- | --------------- | ---------------- |
| Giovanni Filippo Palm         | basso           | Oreste Gennari   |
| Federico Loewe                | tenore          | Enrico Caruso    |
| Carlo Worms                   | baritono        | Mario Sammarco   |
| Crisogono                     | baritono        | Michele Wigley   |
| Ricke                         | soprano         | Amelia Pinto     |
| Jane                          | mezzosoprano    | Jane Bathory     |
| Lene Armuth                   | mezzosoprano    | Teresa Ferraris  |
| Jebbel                        | soprano         | Bice Silvestri   |
| Stapps                        | basso           | Giovanni Gravina |
| Luigi Adolfo Guglielmo Lützow | basso           | Carlo Ragni      |
| Carlo Teodoro Körner          | tenore          | Oreste Lombardi  |
| La signora Hedvige            | mezzosoprano    | Adele Ponzano    |
| Peters                        | basso           | Ettore Gennari   |
| Il capo della polizia         | basso           | Arcangelo Rossi  |
| Una donna                     | contralto       | Bruna Properzi   |
| Un giovanetto                 | contralto       | E. D'Alessandro  |

## Genesi e fortuna dell'opera
Alla prima rappresentazione l'opera ottenne grande successo. Tra il pubblico era presente anche Giacomo Puccini. Al giudizio favorevole della critica aveva contribuito anche il tenore Enrico Caruso e il successo si annunciò fin dal prologo, che la recensione de La Stampa definì «un sano equilibrio di strumentale, una ricchezza non mai smentita di colorito armonico». Il primo atto però piacque meno per una «pletora di scatti enfatici»; nel secondo atto, in parte appesantito da troppi richiami patriottici, le pagine corali furono accolte freddamente, ma fu applauditissima la chiusa marziale Morir per la Germania appoggiata dall'orchestra. Dopo un intermezzo sinfonico, dal quale il pubblico si sarebbe forse aspettato qualcosa in più, la chiusura dell'epilogo con l'agonia di Federico «descritta con potenza di vero artista». Il pubblico, pur con qualche parere contrastante, riconobbe in generale il «lavoro validissimo d'un grande artista». Un difetto dell'opera fu trovato nella troppa attenzione alla grandezza patriottica, «tale da assorbire in sé completamente la piccola nota amorosa», con conseguente minore fascino per il pubblico dell'epoca.
Il 2 novembre 1902 l'opera fu ripresa al Teatro Comunale di Bologna con Luigi Mugnoz (Giovanni e il Pastore protestante); Amedeo Bassi, Vincenzo Ardito, Mario Sammarco e Aurelio Vitale (Studenti) e Giuseppina Uffredduzzi (Ricke). Nell'anno successivo vi furono allestimenti in diversi teatri: Teatro San Carlo di Napoli, Teatro Vittorio Emanuele di Messina e Teatro Coccia di Novara. Nel 1904 andò di nuovo in scen al Teatro alla Scala. Seguirono rappresentazioni a Parma, a Cremona, a Reggio Emilia, a Venezia, a Genova e a Palermo. Nel settembre 1907 l'opera ebbe un nuovo allestimento a Parma con Mario Sammarco (Carlo Worms); Amedeo Bassi (Federico Loewe); Amina Matini (Ricke); Eleonora De Cisneros (La Regina) e la direzione di Cleofonte Campanini.
Nel 1910 fu messa in scena a New York al Metropolitan Opera House con la partecipazione di Enrico Caruso, Emmy Destinn e Pasquale Amato
Un altro tenore che contribuì al successo dell'opera fu Amedeo Bassi, che interpretò il personaggio di Federico Loewe, spesso in alternanza con Caruso. Cantò in Germania a Buenos Aires e Bologna (1902), al Teatro Municipal di Santiago in Chile (1906), al Covent Garden a Londra e ancora a Parma (1907), al Teatro Colon di Buenos Aires (1912).

## Trama

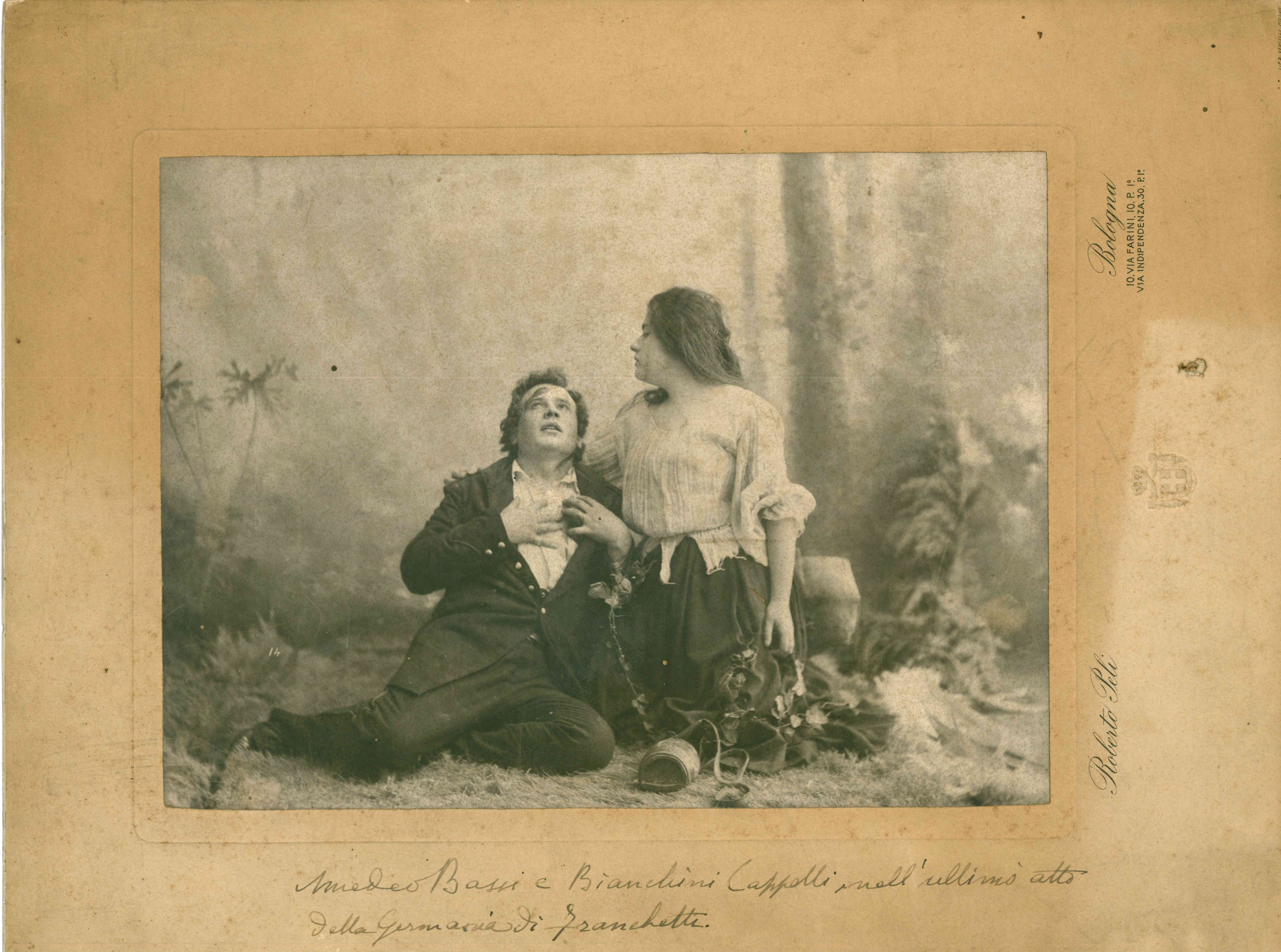
Amedeo Bassi e Giuseppina Uffreduzzi nell'ultimo atto di Germania di Franchetti (Bologna 1902)

La vicenda si svolge in Germania all'inizio del XIX secolo.

### Prologo
Napoleone ha conquistato la Germania, e un gruppo di studenti suoi oppositori si ritrova in una tipografia clandestina dove lavora sotto la direzione di Giovanni Filippo Palm, ricavata in un vecchio mulino nei pressi di Norimberga. Tra di loro vi sono Ricke e Worms. Worms è riuscito a sedurre Ricke anche se lei era fidanzata con Federico, di cui da tempo non ha più notizie.
Proprio Federico li raggiunge, per organizzare la lotta, recando la notizia che il fratello di Ricke è morto. Ricke vorrebbe svelare a Federico la relazione con Worms, ma teme le conseguenze e preferisce tacere. Il loro incontro viene interrotto dal sopraggiungere della polizia. informata dalla delazione di Jebbel. Palm viene scovato ed arrestato. Per lui sarà la morte.

### Atto I
Una rozza casupola di boscaiolo nella Foresta Nera, dove Federico ha trovato rifugio, dopo l'insuccesso della lotta antinapoleonica. Con lui vi è anche Ricke e si sta svolgendo il loro matrimonio. Giunge Worms, che era stato arrestato ed è riuscito a fuggire. Dice che la società segreta del "Luise-Bund" si riunirà a Königsberg e Federico sarà nominato uno dei capi. Però saputo del matrimonio subito si allontana, ma anche Ricke, tormentata dal ricordo della relazione con Worms, fugge. Scoppia una tempesta. Federico apprende da Jane, la sorella di Ricke che si è nascosta con loro ed ha paura dei fulmini, dei tormenti a cui Ricke era soggetta. Decide perciò di andare a Königsberg ad uccidere Worms

### Atto II
A Königsberg, nei sotterranei della società segreta "Louise-Bund", si svolge la riunione cui partecipano personaggi storici, Lützow e Körner. Viene introdotto Jebbel che tradì Palm per l'oro. Jebbel preso dal rimorso consegna l'oro. I presenti chiedono la sua morte ma Lützow invece lo arruola dandogli così la possibilità di riscattarsi. Entra un uomo mascherato che accusa Worms di viltà. Poi l'uomo mascherato si rivela, è Federico, che vuole uccidere Worms dicendo che non merita una morte gloriosa in battaglia.  Worms non vuole difendersi, preferisce pagare le sue colpe. Ma Lützow dichiara che la libertà della patria è più importante delle beghe personali. Tutti allora inneggiano alla lotta contro Napoleone.

### Epilogo
Ha luogo la battaglia, nei pressi di Lipsia. Un intermezzo sinfonico esalta i caduti per la libertà della Germania. Ricke e Jebbel si aggirano fra i caduti e trovano Federico morente. Gli dicono che Worms è morto eroicamente difendendo la bandiera. Federico lo perdona e dice a Ricke di fare lo stesso. Poi la donna lo sorregge perché in fondo nella luce del tramonto si vede Napoleone sconfitto in ritirata con il suo esercito. Federico muore così felice della riconquistata libertà della Germania.

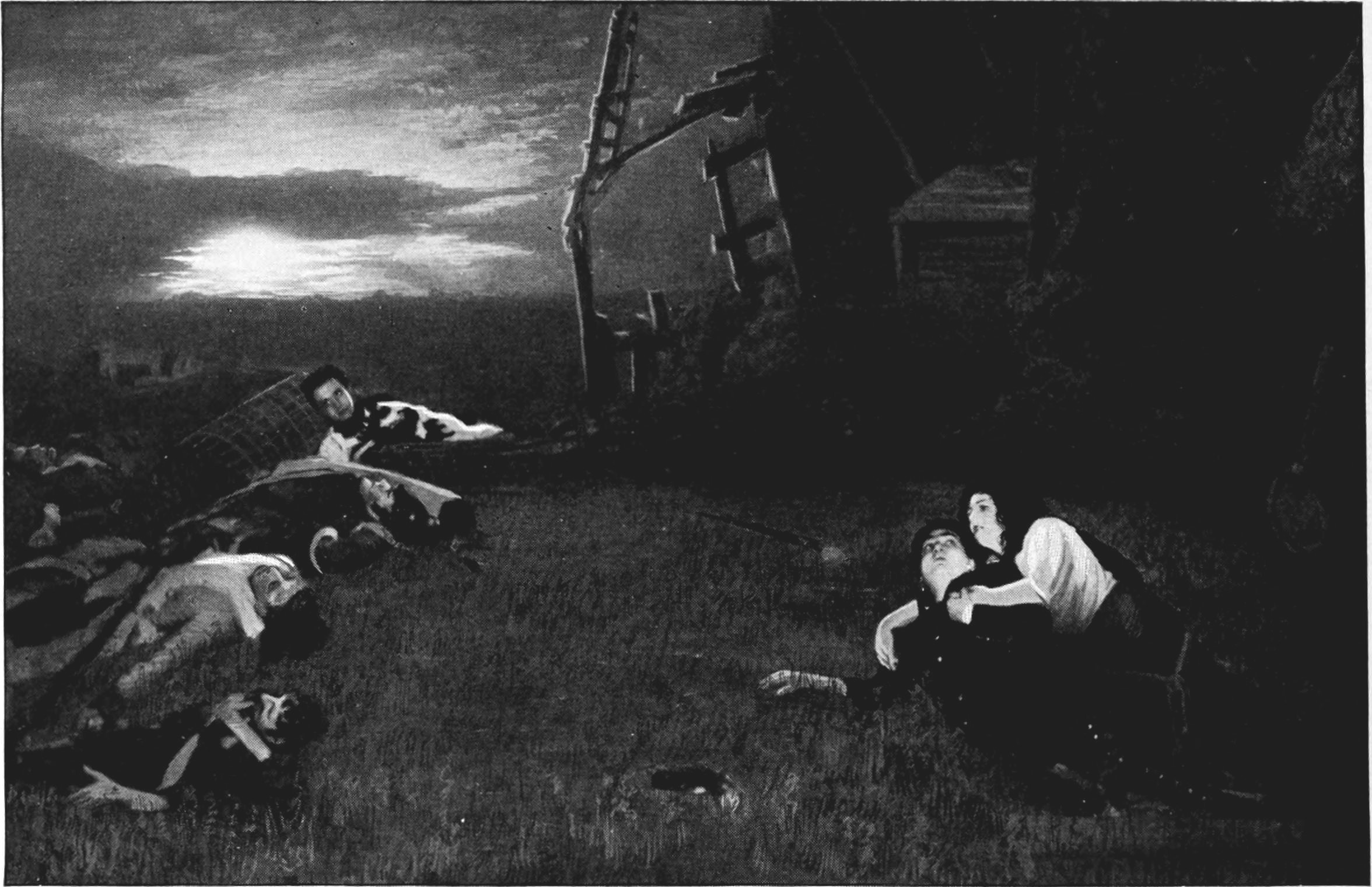
La battaglia di Lipsia nell'Atto Terzo della Germania di Franchetti, New York, Metropolitan Opera House 1911 con E. Caruso, E. Destinn e P. Amato

## Discografia
- 2006 - Ante Jerkunica (Giovanni Filippo Palm), Carlo Ventre (Federico Löwe), Bruno Caproni (Carlo Worms), Markus Brück (Crisogono), Lise Lindstrom (Ricke), Sarah van der Kemp (Jane), Ceri Williams (Lene Armuth), Jacquelyn Wagner (Jebbel), Dominik Broecker (Jebbel (bambina)), Arutjun Kotchinian (Il pastore protestante Stapps), Harold Wilson (Luigi Adolfo Guglielmo Lützow), Paul Kaufmann (Carlo Teodoro Körner), Hyung-Wook Lee (Il capo della polizia tedesca), Nicole Piccolomini (Una donna), Max Uwe Stieren (Un poliziotto) - Direttore: Renato Palumbo - Orchestra e Coro Deutsche Oper di Berlino - Registrazione dal vivo - Phoenix (802);  (DVD)[10]